# Emitter coupled logic

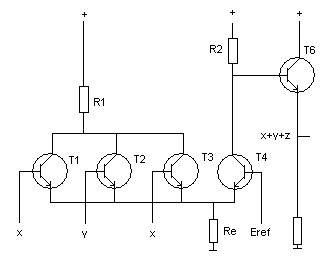
En OR-grind i ECL

ECL står för Emitter Coupled transistor Logic, och är den snabbaste av alla standardteknologier för digitala integrerade kretsar, och bygger på bipolära transistorer. ECL kallas också CML (Current Mode Logic) eller på svenska strömstyrd logik.

## Historik
IBM tog fram principen 1956 och använde den först med diskreta transistorer i snabba datorer, och 1962 lanserade Motorola den första serien av ECL som integrerade kretsar. Redan 1968 nåddes en grindfördröjningstid på 1 ns och en räknarhastighet på över 300 MHz, vilket var ungefär en tiopotens bättre än TTL och två bättre än CMOS. Snabbheten gjorde att ECL användes både i stordatorer och superdatorer, såsom Cray-1. Idag har TTL och CMOS förbättrats så mycket att de ofta används i högpresterande datorer istället för ECL av effektskäl. ECL kan även förekomma i digitaldelen i snabba mätinstrument.

## Funktion
Transistorerna T1, T2 och T3 bildar tillsammans med T4 en koppling likt i en differentialförstärkare. Beroende på insignalernas nivåer, hög eller låg, kommer strömmen genom Re-motståndet att antingen gå genom R1 eller R2. Insignalerna räknas höga respektive låga relativt en fast potential Eref på basen av T4, som arbetar i "gemensam bas" mod och gör en strömspegling. Utgångstransistorn är en emitterföljare. Som synes av figuren erhålls en OR-funktion, om någon ingångstransistor leder hindras ström genom T4 och går ut i T6 istället.

## Egenskaper
Extremt korta switchtider kan uppnås med denna grind bland annat tack vare att inga transistorer behöver jobba i det bottnade området, vilket sker i TTL och CMOS. Den har dock små störmarginaler, några tiondels volt; den fungerar ju som en förstärkare vid gränsläget då T4 börjar leda basström. Det faktum att transistorerna alltid är delvis ledande gör att strömförbrukningen är mycket hög i relation till andra vanliga logikfamiljer. Sedan 1960-talet har ECL använt negativ matningsspänning, men numera finns även positiv, det vill säga NECL respektive PECL. Eftersom arbetssättet och signalnivåerna är annorlunda, är det inte okomplicerat att blanda ECL med andra logikfamiljer, inte ens 100K ECL med 10K ECL, utan anpassningskomponenter.

## Varianter
Några ECL-familjer, med maximal arbetsfrekvens:
- MECL I (1962), 8 MHz
- ECL II (1965), 100 MHz
- ECL III (1968), 500 MHz
- ECL 10K (1971), 125 MHz
- ECL 100K (ca 1980), 350 MHz
- 100EL (cirka 1990), 1–3 GHz
- ECLinPS (cirka 1988), 1–2 GHz
- ECLinPS Plus (1999), 3 GHz
- GigaComm (cirka 2000), 10–12 GHz

Metoden kan även användas med FET-transistorer och kallas då Source Coupled FET Logic.